# نهر بلاكووتر
نهر بلاكووتر نهر في فلوريدا ارتفاع النهر في جنوب ألاباما ويتدفق عبر فلوريدا بانهاندل إلى خليج المكسيك. يدخل النهر فلوريدا في مقاطعة أوكالوسا ويتدفق عبر مقاطعة سانتا روزا إلى خليج بلاكووتر أحد أذرع خليج بينساكولا. يمر النهر عبر غابة بلاكووتر ريفر الحكومية ومنتزه بلاكووتر ريفر الحكومي. تقع ميلتون مقر مقاطعة سانتا روزا على النهر.
يتناقض قاع بلاكووتر الرملي والشواطئ البيضاء والحواجز الرملية الكبيرة مع مياه التانيك الداكنة التي تعطي النهر اسمه. بلاكووتر ترجمة لكلمة الشوكتو أوكا لوسا والتي تعني أسود الماء.